# Baldassare Peruzzi

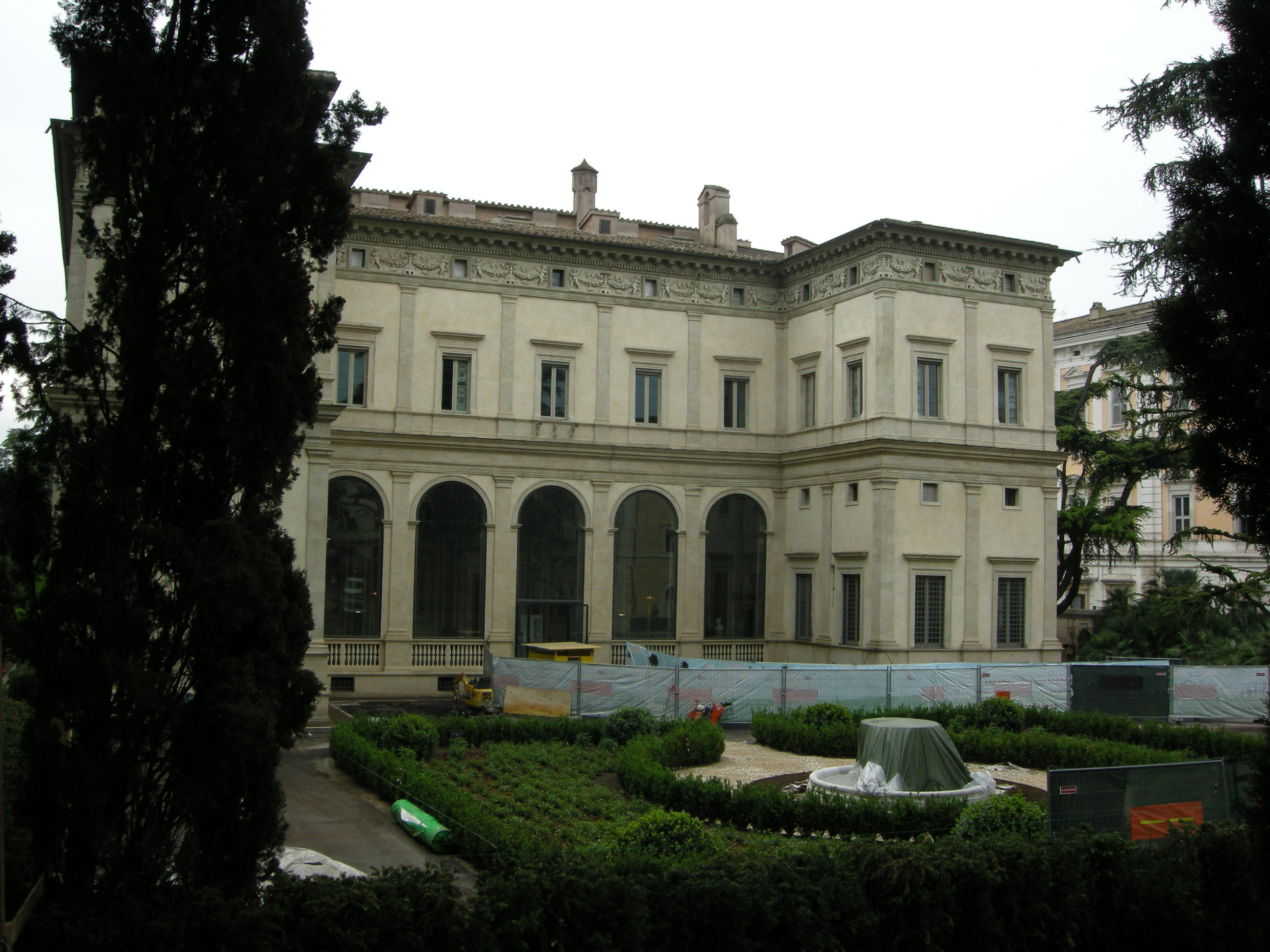
Villa Farnesina

Baldassare Peruzzi (Siena, 1481. március 7. – Róma, 1536. január 6.) olasz építész és festő.

## Élete
1503-ban Rómába ment, ahol freskóképeket készített a San Onofrio és San Rocca a Ripa templomokban és fáradhatatlanul tanulmányozza az ókori emlékeket. 1509-11-ben épített az egyszerű, de nemes Villa Farnesinát. 1520-ban Rafaello halála után Antonio de San Gallo vezetése alatt a római Szent Péter-templom építőmesterévé lett, időközben azonban Bolognába ment, ahol terveket készített a San Petronio- és egyéb templomok számára. 1523-ban visszatért Rómába, de 1527-ben, Róma kifosztása után, Sienába menekült, ahol a Santa Maria Assunta-katedrális építőmesterévé nevezték ki. Itt festette a Fonte Giusta-templomban leghíresebb képét: Augustus császárt és a Sibilliát. 1535-ben visszatért Rómába, ahol önállóan átvette a Szent Péter-templom építésének vezetését. Utolsó életévében elkezdte építeni a Massimi-palotát, legkitűnőbb építészeti művét, melynek nemes, egyszerű homlokzata, remek udvara szinte páratlan a maga nemében. Építészeti művei közül csak keveset fejezhetett be, de a firenzei Uffizi-gyűjteményben levő rajzai mutatják, mekkora tehetsége volt.